# Toksyna erytrogenna
Pirogenne egzotoksyny (Spe), początkowo zwane toksynami erytrogennymi – toksyny wytwarzane przez szczepy lizogenne.
Opisano cztery immunologicznie odrębne, ciepłochwiejne toksyny (SpeA, SpeB, SpeC i SpeF) wytwarzane przez Streptococcus pyogenes oraz przez rzadko występujące paciorkowce z grup C i G.
Toksyny mają charakter superantygenów, oddziałują na makrofagi i pomocnicze limfocyty T, prowadząc do uwolnienia zwiększonej ilości cytokin prozapalnych. Podejrzewa się, że egzotoksyny odpowiedzialne są za wiele klinicznych objawów ciężkich zakażeń wywoływanych przez paciorkowce takich jak martwicze zapalenie powięzi, paciorkowcowy zespół wstrząsu toksycznego czy wysypka u pacjentów z płonicą. Nie jest do końca zrozumiałe, czy wysypka spowodowana jest bezpośrednio działaniem toksyn na łożysko włośniczek, czy jest skutkiem reakcji nadwrażliwości”.